# Elise Pearlstein
Elise Pearlstein é uma produtora cinematográfica norte-americana. Como reconhecimento, foi nomeado ao Oscar 2010 na categoria de Melhor Documentário em Longa-metragem por Food, Inc.